# Protecció solar

La protecció solar en arquitectura és l'efecte del sol i la capacitat de regular la temperatura a l'interior de locals habitables. Indistintament necessita protegir-se del sol una superfície vidrada o una superfície opaca. En cada cas serà sensiblement diferent la manera en què la calor del sol es transmetrà a l'interior del local.

## Protecció solar de superfícies vidrades
En el cas de superfícies vidrades o simplement finestres la radiació solar arribarà a la superfície de l'exterior del vidre i en condicions generals mitjanes el 86% continuarà per l'interior del local fins a trobar una superfície opaca. Depenent del seu color una part serà absorbida i l'altra es reflectirà. La part absorbida escalfarà la massa de l'element i després de ser escalfada irradiarà calor a l'espectre infraroig, ja no visible a l'ull humà.

## Ubicació de la protecció solar
La protecció solar pot ubicar-se indistintament a l'interior del local per evitar l'ingrés de la radiació solar, en l'espai entre dos vidres en cert tipus de finestres o a l'exterior.
Per a una mateixa finestra orientada cap al migdia i depenent de la ubicació de la protecció solar, la temperatura no serà la mateixa dins d'una habitació.

## Tipus de protecció solar
S'entén per protecció solar a qualsevol dispositiu fix o mòbil que impedeixi totalment o parcialment l'ingrés de la radiació solar a l'interior d'un local o habitació. Tindrem així: persianes, cortines d'enrotllar, porticons, finestrons, pantalles para-sol, tendals, balcons i sortints, entre d'altres.
Cada un d'aquests tindrà la capacitat de frenar en part el pas dels raigs del sol i és usual l'ús d'un factor per determinar aquesta capacitat.
Factor de protecció solar - Fps (Norma Americana ASHRAE) Factor d'exposició solar - Fes (Norma Argentina IRAM 11659-1) Factor solar - F (Norma Espanyola NBE-CT-79)
vidre ordinari: F = 0,86 amb protecció interior: F = 0,50-0,65 amb protecció exterior: F = 0,05-0,25

## Factor solar
El factor solar és petit quan la protecció solar és opaca i de tonalitat clara. Si la protecció solar no és opaca i permet parcialment el pas de la radiació solar el valor del factor solar F augmenta.

## Protecció solar de superfícies opaques
En el cas de superfícies opaques es rep el 100% de la radiació i en funció del color, una part s'absorbeix i altra part es reflecteix. La part absorbida comença a escalfar la massa i la calor viatja per aquesta per conducció per a després irradiar en l'infraroig l'interior del local i elevar la seva temperatura.
Això que pot ser beneficiós en un clima fred o en el període fred de l'any en qualsevol lloc de la terra, es torna perjudicial en climes càlids o en el període càlid. Ja que tendeix a sobreescalfar l'interior dels locals per sobre els nivells de confort higrotèrmic.
És en aquestes condicions que es fa necessària una protecció solar.